# دینارآباد
دینارآباد علیا(به محلی دِی اُوا یا دینِر اُوا)روستایی است در شهرستان بروجرد در استان لرستان است. این روستا در دهستان شیروان در بخش مرکزی این شهرستان قرار دارد.

موقیعت جغرافیایی روستای دینار آباد علیا

فاصله روستا با شهر بروجرد

روستا و اراضی کشاورزی

روستای دینار آّباد

## فرهنگ
طوایفی که در این روستا زندگی میکنند شامل :بیرانوند ، شعبان ، دیوکان ، هراتی ، شلکه ، بازگیر ، ساکی ، پایروند و شاهوردی بوده که همه زیر مجموعه ایل بیرانوند هستند . لهجه اکثر مردم این روستا لکی بوده و تعداد اندکی نیز به لهجه لری صحبت میکنند زندگی آنها آمیخته با رسم و رسوم لری است .

## جغرافیا

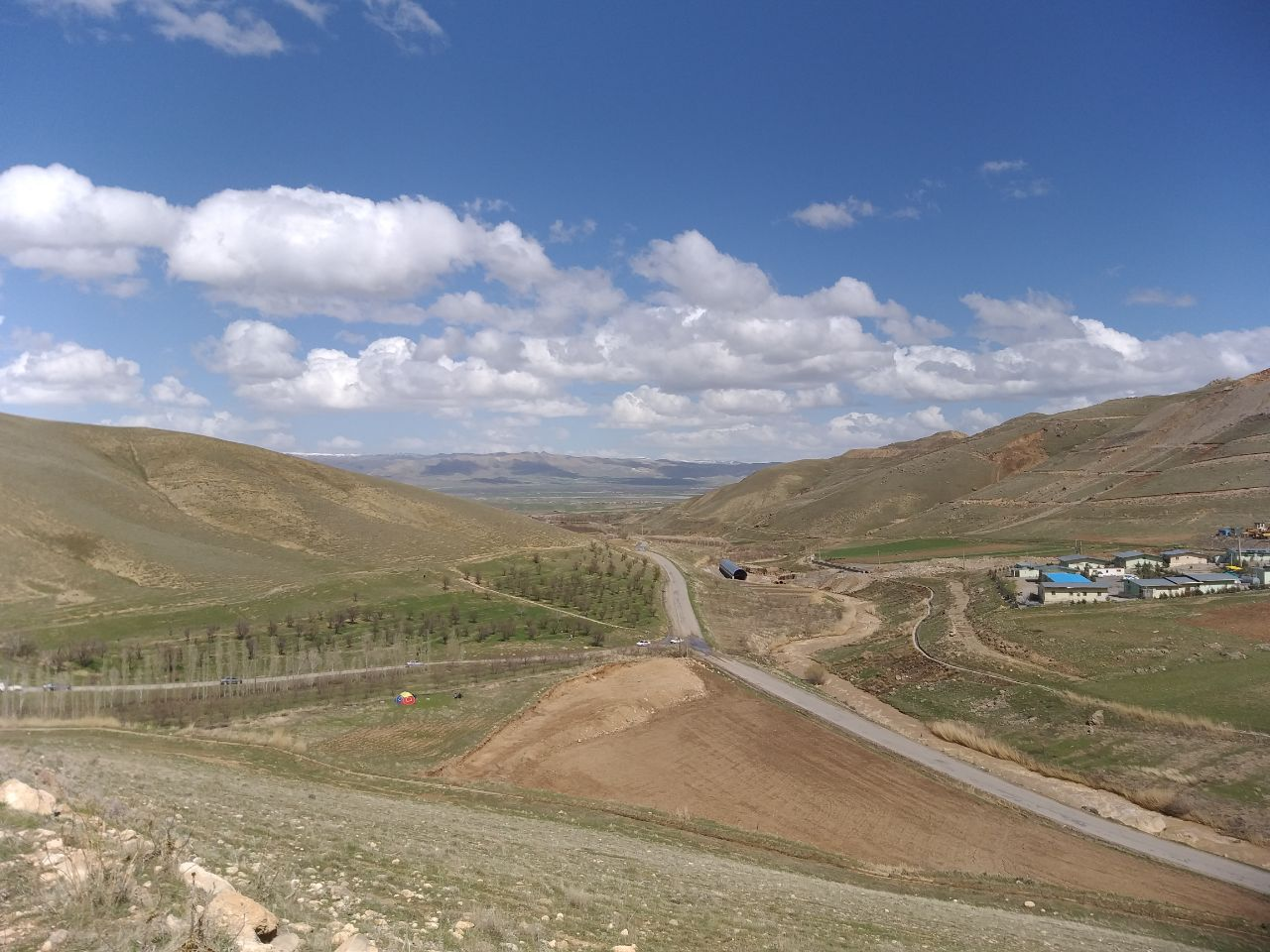
نمایی از ناهمواری های روستا

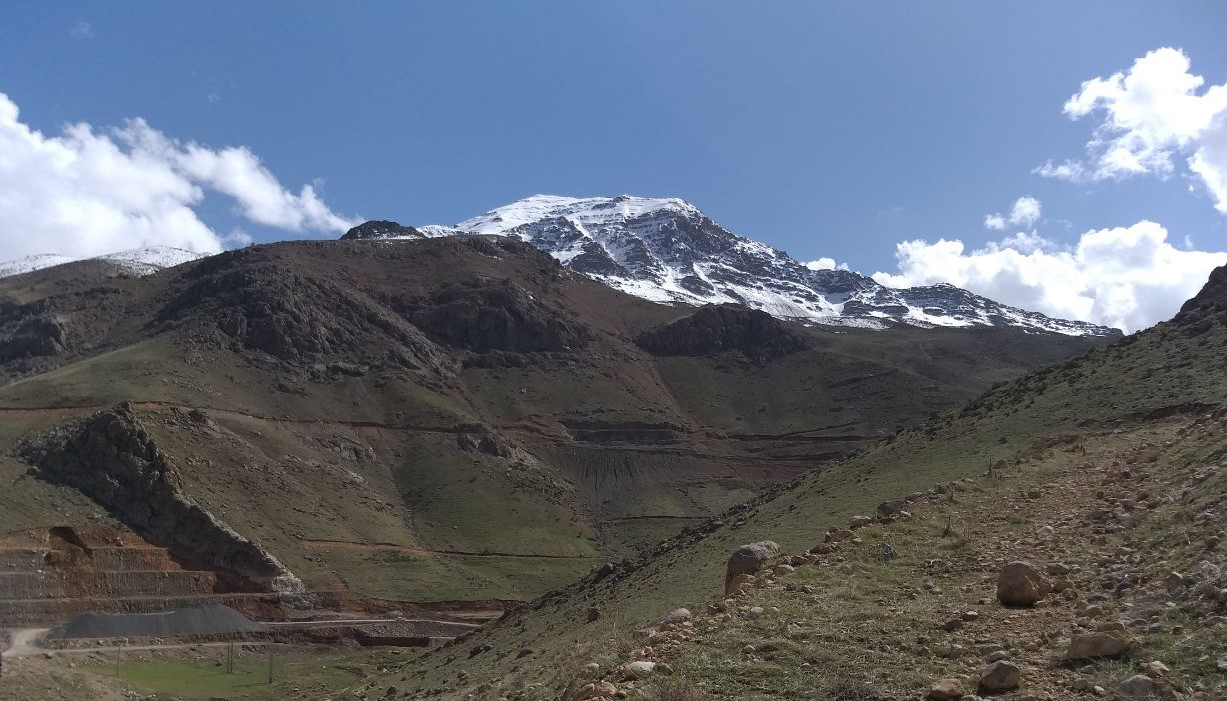
کوه شاه نشین

روستای دینار آباد در 20 کیلومتری جنوب شهرستان بروجرد و بعد از روستای  بِزاَزنا و قبل از روستای درب آستانه در مسیر آزادراه۵ (ایران)کشور قرار گرفته است .
این روستا کوهپایه ای بوده و در زمستان و پاییز هوای بسیار سردی دارد .
این روستا در پایه کوه های باغ بیره و شاه نشین قرار گرفته است و به این دلیل چشمه ها و رود های داعمی نسبتا پر آبی دارد که باعث شده این روستا یکی از قطب ها مهم تولید برنج و سیب شهرستان بروجرد باشد.

## جمعیت
بنابر سرشماری مرکز آمار ایران، جمعیت این روستا در سال ۱۳۸۵، برابر با ۲۸۳۱ نفر بوده‌است که از این میان ۱۵۷۱ نفر مرد و بقیه زن بوده‌اند. دینار آباد ۷۲۰ خانوار جمعیت دارد.

## کشاورزی
شغل رایج و اکثر مردم این روستا کشاورزی است و اندک افرادی هم به دامداری و دامپروی مشغول اند . تمام اراضی شخصی و در مالکیت مردم روستا میباشد . در سال های اخیر و امروزه اکثر زمین ها زیر کشت برنج میروند و این روستا را تبدیل به یکی از تامین کنندگان برنج بروجرد کرده است . علاوه بر برنج میتوان از محصولاتی مثل سیب ، گردو ، هلو و زرد آلو نام برد که در این روستا برداشت می شوند.

## آزادراه شماره 5
آزادراه شماره 5 جمهوری اسلامی ایران یک شاهراه است که تهران را به بندر امام خمینی در جنوب غربی متصل میکند. این آزاد راه از بروجرد(دینارآباد) و خرم آباد میگذرد و به جاده پل زال متصل میشود . این ازاد راه توسط محمود احمدی نژاد رییس جمهور وقت ایران که به روستای دینارآباد سفر کرد کلنگ زنی و توسط سپاه خاتم الانبیا ساخته شد و در اواخر دوران ریاست جمهوری حسن روحانی افتتحاح و به شبکه حمل نقل جاده ایی کشوری متصل شد . 

## ایستگاه راه آهن
در روستای دینارآباد پروژه ایجاد ریل قطار و همچنین یک ایستگاه زده شد که با وجود تداخل زمانی با پروژه آزادراه متوقف و دوباره پس از اتمام کار آزاد راه از سرگیری شد . مسیر ریل راه آهن در کنار آزاد راه بوده و در دینار آباد در کمربند کوه شاه نشین ریل گذاری خواهد شد .این پروژه در حال حاضر در دست توسعه قرار دارد.